# Modrzewko
Modrzewko – dawna osada w Polsce, w województwie zachodniopomorskim, w powiecie gryfińskim, w gminie Stare Czarnowo.
1 stycznia 2022 nazwa miejscowości została zniesiona.
W latach 1975–1998 miejscowość administracyjnie należała do województwa szczecińskiego.